# MGM-5 Corporal

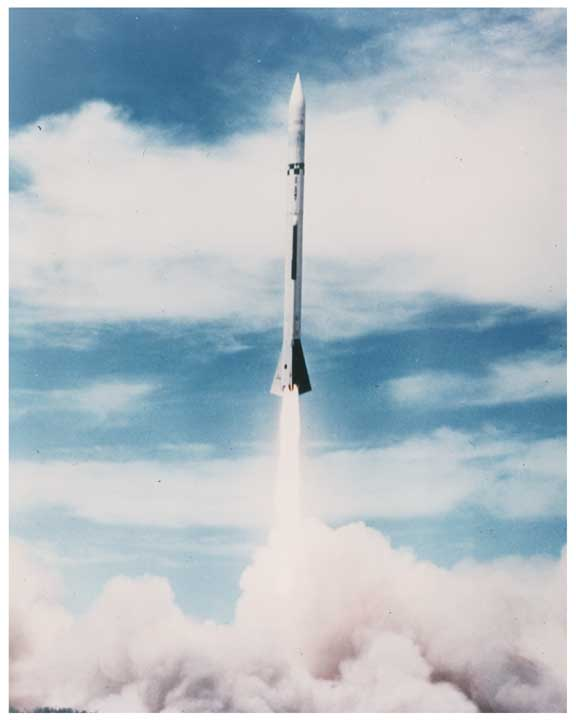
Een gelanceerde MGM-5 Corporal.

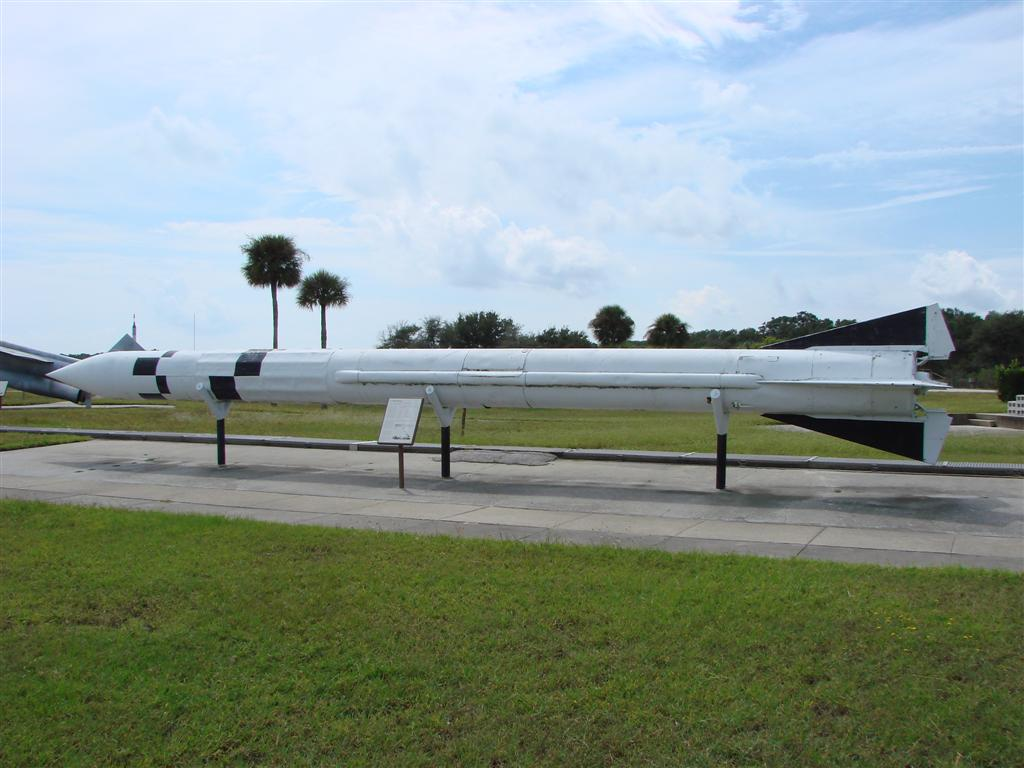
Een bewaard exemplaar.

De MGM-5 Corporal was een Amerikaanse ballistische raket ontwikkeld in de jaren 1950. Het was de eerste Amerikaanse geleide raket die operationeel werd bij het leger en ook de eerste die uitgerust mocht worden met een kernkop.

## Ontwikkeling

### Voorlopers

#### RTV-G-1
De eerste ontwikkeling was de Wac Corporal-testraket; Designatie RTV-G-1. Deze kwam voort uit een serie testraketten uit de periode 1944-1945 en werd in september 1945 voor het eerst gelanceerd. Tussen 1948 en 1950 werd van er een tweetrapsraket van gemaakt door ze te combineren met de uit Duitsland meegebrachte V-2-raket.

#### RTV-G-2
De directe voorloper van de MGM-5 was de RTV-G-2 Corporal E grond-grondraket. Deze proef voor geleide ballistische raketten vloog voor het eerst in mei 1947. In 1950 werd besloten van de raket een tactische ballistische kernraket te maken met de designatie SSM-G-17. In 1951 werd de naamgeving van raketten gewijzigd en kregen beide respectievelijke raketten de designaties RV-A-2 en SSM-A-17.

### Type I

#### SSM-A-17
De eerste SSM-A-17 was ook gekend onder de naam Corporal Type I. De eerste testvlucht ermee gebeurde in augustus 1952. Vanaf april 1954 begon het Amerikaans leger met de raket te oefenen. In dienst kreeg die de designatie Geleide Raket XM2 en werd ze voorzien van een kernkop van 20 kT. Datzelfde jaar werd de raket ook verkocht aan de Koninklijke Artillerie-afdeling van het Brits leger. Daarmee was het de eerste geleide raket van Amerikaanse makelij die aan het buitenland werd verkocht.

#### Problemen
De Type I had te kampen met vele problemen. Zo was de raketmotor complex en onbetrouwbaar en gebruikte hij gevaarlijke zwaar giftige raketbrandstof. Het geleidingssysteem was ook ingewikkeld en maakte gebruik van een grondradar. De elektronica van het systeem liep gemakkelijk vast. Al bij al had de raket daardoor slechts een betrouwbaarheid van 50%. Daarnaast bestond een bataljon dat de raket opereerde uit 35 voertuigen en duurde het negen uur om de raket lanceerklaar te maken.

### Type II

#### XM2E1
In 1953 werd gewerkt aan de verbetering van de betrouwbaarheid van Type I. Belangrijke veranderingen werden gedaan en het resultaat werd Corporal Type II genoemd. Onder de verbeteringen waren een nieuwe dopplereenheid en een hertekend lanceerplatform. De designatie ervan was aanvankelijk XSSM-A-17a en werd later XM2E1. Vanaf 1956 begon het leger de Type I's te vervangen door de nieuwe Type II's.

#### Type IIa en -IIb
In 1957 werd het geleidingssysteem verbeterd wat het Type IIa voorbracht. In 1958 werden de onbetrouwbare batterijen vervangen door een luchtturbinealternator en werden de vinnen gewijzigd voor een snellere opstelling. Dit leidde tot het Type IIb dat de designatie M2A1 meekreeg. Mogelijk had het Type IIa dezelfde designatie gekregen, maar dat is niet zeker.

### Type III
Ondanks de verbeteringen had het Type II nog steeds te kampen met de oude problemen. Het leger wilde de raket doorontwikkelen tot Type III maar dit werd in 1958 afgeblazen. De ontwikkeling van de nieuwe en meer geavanceerde MGM-29 Sergeant maakte goede vorderingen en werd in 1962 operationeel waarna de Corporal snel werd uitgefaseerd. In 1963 werden de designaties nog gewijzigd. De M2 werd de MGM-5A en de M2A1 werd de MGM-5B. De laatste werd in 1964 uit dienst gehaald.